# Liste de jeux vidéo Cabela's
Cabela's est une entreprise de vente de matériel pour les activités en extérieurs. Elle a associé son nom à une série de jeux vidéo de chasse. Cet article présente une liste de jeux vidéo Cabela's.

## Big Game Hunter
- Cabela's Big Game Hunter (PC) (1998)
  - Special Permit: The Expansion Pack for Cabela's Big Game Hunter (1998)
- Cabela's Big Game Hunter II (1998)
  - Cabela's Big Game Hunter II: Open Season (1998)
- Cabela's Big Game Hunter III (1999)
  - Cabela's Big Game Hunter III: The Next Harvest (1999)
- Cabela's Big Game Hunter 4 (2000)
- Cabela's Big Game Hunter 5: Platinum Series (2001)
- Cabela's Big Game Hunter: Ultimate Challenge (2001)
- Cabela's Big Game Hunter 6 (2002)
- Cabela's Big Game Hunter (PS2) (2002)
- Cabela's Big Game Hunter: 2004 Season (2003)
- Cabela's Big Game Hunter 2005 Adventures (2004)
- Cabela's Big Game Hunter 2006 Trophy Season (2005)
- Cabela's Alaskan Adventures / Cabela's Big Game Hunter: 10th Anniversary Edition - Alaskan Adventure (2006)
- Cabela's Trophy Bucks (2007)
- Cabela's Big Game Hunter (2007)
- Cabela's Legendary Adventures (2008)
- Cabela's Big Game Hunter 2010 (2009)
- Cabela's Big Game Hunter 2012 (2011)
- Cabela's Big Game Hunter: Hunting Party (2011)
- Cabela's Big Game Hunter (mobile) (2013)
- Cabela's Big Game Hunter: Pro Hunts (2014)

## 4x4 Off-Road
- Cabela's 4x4 Off-Road Adventure (2001)
- Cabela's 4x4 Off-Road Adventure 2 (2001)
- Cabela's 4x4 Off-Road Adventure 3 (2003)

## Ultimate Deer Hunt
- Cabela's Ultimate Deer Hunt (2001)
- Cabela's Ultimate Deer Hunt 2 (2002)
- Cabela's Ultimate Deer Hunt: Open Season (2002)

## Deer Hunt
- Cabela's Deer Hunt: 2004 Season (2003)
- Cabela's Deer Hunt: 2005 Season (2004)

## Dangerous Hunts
- Cabela's Dangerous Hunts (2003)
- Cabela's Dangerous Hunts 2 (2005)
- Cabela's Dangerous Hunts: Ultimate Challenge (2006)
- Cabela's Dangerous Hunts 2009 (2008)
- Cabela's Dangerous Hunts 2011 (2010)
- Cabela's Dangerous Hunts 2013 (2012)

## GrandSlam Hunting
- Cabela's GrandSlam Hunting: North American 29 (2000)
- Cabela's GrandSlam Hunting: 2004 Trophies (2003)

## Outdoor Adventures
- Cabela's Outdoor Adventures (2005)
- Cabela's Outdoor Adventures (2009)

## Autres
- Cabela's Sportsman's Challenge (1998)
- Cabela's Outdoor Trivia Challenge (1999)
- Cabela's African Safari (2006)
- Cabela's Monster Bass (2007)
- Cabela's Monster Buck Hunter (2010)
- Cabela's North American Adventures (2010)
- Cabela's Adventure Camp (2011)
- Cabela's Survival: Shadows of Katmai (2011)
- Hunting Expeditions (2012)
- Cabela's African Adventures (2013)